# Bokane
Bokane is een plaats in de gemeente Voćin in de Kroatische provincie Virovitica-Podravina. De plaats telt 192 inwoners (2001).